# 青森中央學院大學
青森中央學院大學是一所位於日本青森縣的私立大學，略稱為青中大，或按英語校名縮寫成ACGU。

## 沿革
- 1946年 - 學校法人青森田中學園創立。
- 1970年 - 青森中央女子短期大學開學。
- 1998年 - 青森中央學院大學開學。
- 2004年 - 開設大學院。
- 2014年 - 設立護理學部。
- 2018年 - 設立別科助產專攻。

## 組織

### 學部
經營法學部
- 經營法學科

護理學部
- 護理學科

### 大學院
地域管理研究科
- 地域管理研究專攻

### 別科
- 助產專攻

### 附屬設施
- 地域管理研究所

## 對外關係

### 國內
青森中央學院大學和同在青森市內的七所大學交流密切，並與位於福岡縣的久留米大學有合作關係。

### 海外
與青森中央學院大學有合作關係的學校多位於亞洲，例如的中華人民共和國的上海大學、韓國的釜山外國語大學、台灣的國立臺北科技大學 Taipei Tech 、私立南臺科技大學等。而除了亞洲以外，該校也與美國及澳洲的大學有所交流。

## 交通資訊
搭乘青森市營巴士，於「青森中央學院大學前」站牌下車。

## 外部連結
- 青森中央學院大學官方網站 （页面存档备份，存于）
- 青森中央學院大學國際交流中心的Facebook專頁